# Kompass (Rothaargebirge)
Der Kompass bei Heiligenborn im Kreis Siegen-Wittgenstein, Nordrhein-Westfalen, ist ein 694,4 m ü. NHN hoher Berg des Rothaargebirges; während der Berggipfel in Westfalen liegt, befindet sich die Süd- bis Südwestflanke im mittelhessischen Lahn-Dill-Kreis. Er ist die höchste der südlichen Erhebungen des Gebirges und der höchste Berg im Stadtgebiet von Bad Laasphe.

## Geographie

### Lage
Der Kompass liegt im Süden des Rothaargebirges 1,1 km südöstlich von Heiligenborn, einem kleinen südwestlichen Stadtteil von Bad Laasphe. Er erhebt sich im Südteil des Naturparks Sauerland-Rothaargebirge, wobei der zur Gemarkung des 4,6 km ostsüdöstlich gelegenen Bad Laaspher Ortsteil Fischelbach gehörende Berggipfel knapp 400 m nördlich der Grenze zum mittelhessischen Lahn-Dill-Kreis mit der dortigen Ortschaft Rittershausen liegt. Weitere Ortschaften und Weiler rund um den Berg sind Bernshausen und Lindenfeld im Nordosten und Sohl im Südsüdosten. Westlicher Nachbar des bewaldeten Kompass ist der zu Netphen gehörende Jagdberg (676,3 m), der 1,2 km (jeweils Luftlinie) entfernt ist.

### Naturräumliche Zuordnung
Der Kompass gehört in der naturräumlichen Haupteinheitengruppe Süderbergland (Nr. 33) in der Haupteinheit Rothaargebirge (mit Hochsauerland) (333) und in der Untereinheit Dill-Lahn-Eder-Quellgebiet (333.0) zum Naturraum Ederkopf-Lahnkopf-Rücken (333.01). Sein Südhang zählt zum Naturraum Kalteiche (mit Haincher Höhe) (333.00).

### Fließgewässer
An den Flanken des Kompass entspringen diese Fließgewässer – mit Quellhöhe in Meter (m) über Normalhöhennull (NHN), Entfernung zur Bergkuppe in Metern und Gewässerlänge in Kilometern (km):
- Bernshäuser Bach (Bernshäuser Wasser; ca. 595 m; 725 m nordöstlich; 3,8 km), Banfe-Zufluss
- Gonderbach (ca. 655 m; 340 m ostnordöstlich; 3,7 km), Banfe-Zufluss
- Ilse (Ilsequelle; 608,2 m; 325 m westnordwestlich; 8,7 km), Lahn-Zufluss
- Sohler Bach (Fischelbach; ca. 575 m; 1,3 km südsüdöstlich; 5,6 km), Banfe-Zufluss

### Berghöhe
Etwa 105 m südwestlich des Kompassgipfels liegt im Rahmen eines etwa 20 cm über den Erdboden ragenden Markierungssteins an der Stelle, die im Stadtplan von Bad Laasphe als Kompass – Höchste Erhebung im Stadtgebiet und zum Beispiel dort mit 693,9 m Höhe verzeichnet ist, ein trigonometrischer Punkt mit der Höhenangabe 694,1 m.

## Eigenständigkeit
Der Kompass ist mit seinen 694,1 m Höhe 18,5 m höher als sein bekannterer westlicher Nachbar Jagdberg. Die Scharte zwischen beiden Gipfeln liegt auf 646,3 m. Seine Dominanz beträgt rund 21,7 km und reicht in nordnordwestlicher Richtung bis an die Flanken der 743,6 m hohen Hohen Hessel.

## Schutzgebiete
Der Kompass liegt im Landschaftsschutzgebiet Bad Laasphe (CDDA-Nr. 319747; 1987 ausgewiesen; 123,11 km² groß); westlich, in Richtung des Jagdbergs, schließt sich das LSG Gemeinde Netphen (CDDA-Nr. 321048; 1987; 117,6 km²) an. Südlich der Gipfelregion befindet sich das Vogelschutzgebiet Hauberge bei Haiger (VSG-Nr. 5115-401; 76,86 km²), in dem Teile des Fauna-Flora-Habitat-Gebiets Dietzhölztal bei Rittershausen (FFH-Nr. 5115-303; 1,56 km²) liegen.

## Verkehr und Wandern
Zu den Straßen, die nahe an den Kompass heranführen, gehören die etwas westlich des Berges und nahe Lahnhof von der Eisenstraße des Rothaargebirges, einer einstigen Handels- und Fernverkehrsstraße, nach Heiligenborn und dann weiter vorbei an Lindenfeld nach Banfe verlaufende Kreisstraße 17 sowie jeweils als Stichstraßen die K 38, die in Bernshausen endet, und die K 36, die nach Sohl führt. Knapp 60 m nordwestlich vorbei am Berggipfel verläuft etwa in Nordost-Südwest-Richtung eine alte Kohlenstraße, die westlich von der Eisenstraße abzweigt und heutzutage als den Berg erschließender Wald- und Wanderweg dient. Direkt nordwestlich vorbei am Kompass führt der die dortige Ilsequelle passierende Rothaarsteig.